# Скади
Ска́ди (древнескандинавск. Skaði; варианты написания: Skade — общеупотребительный скандинавский, Skadi, Skadhi, Skathi — транслитерация имени Skaði) — в скандинавской мифологии инеистая великанша, покровительница охоты. Атрибуты её (так же как и бога Улля) — лук и лыжи. Первоначально она, вероятно, была богиней плодородия в её зимней ипостаси. Скади представляет зиму и лёд, является супругой Ньёрда. Упоминается в Старшей Эдде, Младшей Эдде и Саге об Инглингах.
Согласно скандинавским мифам, когда асы убили её отца Тьяцци, Скади вооружилась и отправилась мстить за него в Асгард. Однако асы предложили Скади в качестве выкупа за отца выбрать одного из богов себе в мужья. Она согласилась, поставив условие: асы должны были рассмешить её, что до тех пор никому не удавалось. Локи привязал к мошонке козлиную бороду и проскакал в таком виде перед Скади. Она расхохоталась, а за ней и все остальные асы. Затем Скади предложили выбрать мужа. Выбирать она должна была, видя только босые ноги асов. Великанша указала на одного из них, полагая, что это Бальдр, но её избранником оказался Ньёрд из Ноатуна («Корабельный двор»). Наконец, Один взял глаза Тьяцци и забросил на небо, сотворив из них звёзды; так между Скади и асами установился мир.
Скади желала поселиться в Трюмхейме («Жилище шума»), в горах, там, где жил её отец, Ньёрд же хотел жить у моря. Они решили девять дней жить в Трюмхейме, а другие девять — в Ноатуне. Но, вернувшись однажды с гор в Ноатун, Ньёрд сказал:
| Leið erumk fiöll,   | Не любы мне горы, |
| vark-a ek lengi á,  | хоть я и был там  |
| nætr einar níu;     | девять лишь дней. |
| úlfa þytr           | Я не сменяю       |
| mér þótti illr vera | клик лебединый    |
| hjá söngvi svana.   | на вой волков.    |

На что Скади ответила:
| Sofa ek né máttak   | Спать не дают мне |
| sævar beðjum á      | птичьи крики      |
| fugls jarmi fyrir;  | на ложе моря,     |
| sá mik vekr,        | всякое утро       |
| er af víði kemr,    | будит меня        |
| morgun hverjan már. | морская чайка.    |

Скади вернулась в горы и поселилась в Трюмхейме, где вернулась к своим привычным занятиям. В одной из глав Старшей Эдды, «Речах Гримнира», об этом говорится так:
| Þrymheimr heitir       | Трюмхейм зовется,        |
| er Þjazi bjó,          | где некогда Тьяцци       |
| sá inn ámáttki jötunn; | турс обитал;             |
| en nú Skaði byggvir,   | там Скади жилище,        |
| skír brúðr goða,       | светлой богини,          |
| fornar toftir föður.   | в доме отцовом.          |
| Grímnismál, 11         | Речи Гримнира, строфа 11 |

Сага об Инглингах упоминает, что Скади позже сожительствовала с Одином и родила от него много сыновей.
В Перебранке Локи (Старшая Эдда) говорится, что когда асы поймали Локи, виновного в смерти Бальдра, и привязали его к скале, именно Скади подвесила над головой Локи змею, с зубов которой постоянно сочился яд.
Существует мнение, что Скади ранее почиталась наравне с Фригг и Фрейей, однако по мере развития скандинавских верований утратила свою значимость. Интересно заметить, что имя Скади встречается в старейших скандинавских топонимах. Некоторые исследователи полагают, что от этого имени произошло само название «Скандинавия».